# Mascagnia haenkeana
Mascagnia haenkeana är en tvåhjärtbladig växtart som beskrevs av W.R. Anderson. Mascagnia haenkeana ingår i släktet Mascagnia och familjen Malpighiaceae. Inga underarter finns listade i Catalogue of Life.